# Senegal-Einstreifengrasmaus
Die Senegal-Einstreifengrasmaus (Lemniscomys linulus) ist ein in Westafrika verbreitetes Nagetier in der Unterfamilie der Altweltmäuse. Die Population zählte bis in die 1980er Jahre als Unterart der Griselda-Streifengrasmaus (Lemniscomys griselda).

## Merkmale
Mit einer Kopf-Rumpf-Länge von 93 bis 126 mm, einer Schwanzlänge von 85 bis 136 mm und einem Gewicht von 23 bis 33 g ist die Art ein kleines mausähnliches Tier. Sie hat 23 bis 28 mm lange Hinterfüße sowie 14 bis 18 mm lange Ohren. Die Grundfarbe des oberseitigen Fells ist gelbbraun bis ockerfarben und auf dieser ist ein deutlicher dunkler Aalstrich vorhanden. Parallel zu diesem bilden helle Punkte weitere Striche, die bei einigen Exemplaren sehr undeutlich sind. Die Punkte entstehen durch helle Haarspitzen. Eine gelbbraune Linie an den Körperseiten trennt die dunkle Oberseite von der weißen Unterseite. An den Vorder- und Hinterpfoten kommen gelbbraune Haare vor. Der Schwanz ist oberseits ockerfarben oder dunkler und unterseits hellbraun. Weibchen besitzen vier paarig angeordnete Zitzen auf der Brust und zwei Paare im Leistenbereich.

## Verbreitung und Lebensweise
Die Senegal-Einstreifengrasmaus ist vom östlichen Senegal über Guinea, das südliche Mali und das südwestliche Burkina Faso bis in den Norden der Elfenbeinküste verbreitet. Sie bewohnt Hügelländer zwischen 450 und 700 Meter Höhe. Die Exemplare halten sich in trockenen Savannen und auf Ackerflächen auf.
Manchmal teilt die Art ihr Revier mit der Echten Streifengrasmaus (Lemniscomys striatus) und der Heuglin-Streifengrasmaus (Lemniscomys zebra). Weitere Angaben zum Verhalten fehlen.

## Gefährdung
Die IUCN listet die Art als nicht gefährdet (least concern) aufgrund fehlender Bedrohungen und einer vermuteten großen Population.